# 토다 나호
토다 나호(Naho Toda, 1974년 3월 13일 ~ )는 일본의 배우이다.
히로시마시에서 태어났다.

## 방송
- 길티 ~이 사랑은 죄입니까?~
- W현경의 비극
- 불혹의 스크럼
- 세고 돈
- 드라마 미스터리즈 ~카리스마 서점원이 뽑은 주옥의 한 권~